# Rivière du Sault aux Cochons
Der Rivière du Sault aux Cochons ist ein etwa 130 km langer Fluss in der Verwaltungsregion Côte-Nord der kanadischen Provinz Québec.

## Flusslauf
Der Rivière du Sault aux Cochons hat seinen Ursprung in dem See Lac du Sault aux Cochons. Dieser wurde durch die Errichtung von zwei Staudämmen mit dem benachbarten See Lac Kakuskanus zu einem Stausee verschmolzen. An dessen nordöstlichem Ende gibt es eine Ableitung zum Réservoir Pipmuacan. Unterhalb des Staudamms am Südostufer fließt der Rivière du Sault aux Cochons in überwiegend ostsüdöstlicher Richtung ab. Er nimmt dabei die Nebenflüsse Rivière la Loche von rechts und Rivière Isidore von links auf. Der Fluss mündet bei der Kleinstadt Forestville in das Ästuar des Sankt-Lorenz-Stroms. Zuvor überquert bei Flusskilometer 7 die Route 138 (⊙)  den Fluss.

## Wasserkraftanlagen
Unmittelbar vor der Mündung wurde am Wasserfall Chutes du Sault aux Cochons die Barrage du Sault-aux-Cochons (⊙) errichtet. Boralex betreibt hier ein Wasserkraftwerk mit einer Gesamtleistung von 12,5 MW. Die Fallhöhe beträgt 19,6 m.